# Domovina (roman)
Domovina (eng. Fatherland) britanski je roman engleskog pisca i novinara Roberta Harrisa, objavljen 1992. Radnja romana smještena je u alternativnoj povijesti u kojoj je Njemačka pobijedila u Drugom svjetskom ratu, a prati policijskog istražitelja Xaviera Marcha, koji se, istražujući ubojstvo nacističkog političara, upliće u zavjeru unutar same Nacističke stranke.
Roman je bio bestseler u Britaniji tijekom prvog objavljivanja, kada je prodan u 3 milijuna kopija, a preveden je i na 25 jezika.

## Radnja
Priča počinje u nacističkoj Njemačkoj u travnju 1964., u tjednu prije grandiozne proslave 75. rođendana Adolfa Hitlera. Zaplet prati Xaviera Marcha, inspektora u Kriminalpolizei, ogranku SS-a, dok istražuje ubojstvo visokopozicioniranog člana Nacističke stranke u Berlinu.  Kako March otkriva sve više detalja, shvaća da je uvučen u politički skandal u koji su uključeni neki stariji nacistički dužnosnici koji su posljednjih godina stradali u neobičnim okolnostima.
March upoznaje Charlie Maguire, američku novinarku, koja također istražuje slučaj, te zajedno s njom otkriva da Gestapo sustavno uklanja sve preostale nacističke dužnosnike, koji su sudjelovali u planiranju Holokausta na Konferenciji u Wannseeu 1942. godine, u skladu sa zaokretom njemačke politike prema Sjedinjenim Državama i skorašnjim sastankom Hitlera i predsjednika Josepha P. Kennedyja.
S dokumentima koje su pronašli, Magire bježi u neutralnu Švicarsku, kako bi pokušala objaviti dokaze u američkim novinama, dok Marcha prilikom bijega hvata Gestapo.  Nakon mučenja bježi, no ubrzo shvaća da je bijeg samo varka kojom bi policiju trebao odvesti do lokacije gdje ga Maguire čeka. Prihvaćajući situaciju, on se upućuje u suprotnom smjeru, prema lokaciji nekadašnjeg koncentracijskog logora u Poljskoj. Roman završava tako što March, s pištoljem u ruci, dočekuje policijsku potjeru, s namjerom da pogine u borbi ili počini samoubojstvo.

## Likovi

### Izmišljeni
- Xavier "Zavi" March je četrdesetdvogodišnji detektiv Kriminalpolizei s činom SS-Sturmbannführera (bojnik); nakon razvoda od žene (s kojom ima sina Pilija) potpuno se predao poslu. Za vrijeme rata služio je na podmornici, a zatim se zaposlio u policiji. Iako je radoholičar, na poslu ne napreduje jer nije član nacističke stranke. March je mnogo humaniji od svojih kolega i nije posebno društven čovjek. Pokazujući znakove razilaženja sa stajalištima stranke nailazi se na meti Gestapa, a otkrivajući istinu o prošlosti, postaje potpuno razočaran nacističkim društvom.
- Charlotte "Charlie" Maguire je dvadesetpetogodišnja novinarka koja radi u Berlinu kao izvjestiteljica New York Timesa. Zbog svojeg porijekla i slobodnog ponašanja, nije dobro prihvaćena u njemačkom društvu. Vrlo je inteligentna i dobro se snalazi u svom poslu te uspijeva nadmudriti i Marcha. Za vrijeme istrage upušta se u ljubavnu vezu s njim.
- Max Jaeger je Marchov policijski partner i prijatelj. Jaeger je manje inteligentan od Marcha i čini se kao idealan nacistički građanin: ima veliku obitelj, redovito pohađa sve stranačke sastanke i naizgled je zadovoljan životom. Postupno se otkriva da i on sam donekle sumnja u režim, no na kraju ipak pristaje na suradnju s Gestapom kako bi uhvatili Marcha.
- Paul "Pili" March je Xavierov desetogodišnji sin koji nakon razvoda živi s majkom i njezinim novim mužem u berlinskom predgrađu. Pili je član Hitlerove mladeži i oduševljeni pristaša nacističkih ideja. Razočaran je očevim asocijalnim ponašanjem, a na kraju ga čak izdaje Gestapu vjerujući da će ga tako spasiti i vratiti na pravi put.
- Frederick Jost je nesigurni osamnaestogodišnji kadet SS-a i prikriveni homoseksualac; on je pokrenuo Marchovu istragu tako što je otkrio truplo nepoznatog čovjeka.  SS-u je pristupio pod pritiskom obitelji, a zbog nedruštvenog ponašanja tamo je postao čestom žrtvom svojih kolega. Tijekom istrage nestaje kao dio Gestapovog plana za ometanje Marchove istrage.  Jost utjelovljuje njemačku mladež koja ne voli nacizam i nezadovoljna je društvom i životom, a svoje nezadovoljstvo prigušeno iskazuje odbijanjem nekih konvencija.
- Rudolf "Rudi" Halder je Marchov prijatelj iz vojske, sada povjesničar, zaposlen u Državnom arhivu na izradi knjige o njemačkoj vojnoj povijesti prošlog rata. Rudi pomaže Marchu u potrazi za nekim dokumentima, ali kada shvaća u što se upleo previše je uplašen da bi dalje sudjelovao.
- Karl Krebs je mladi časnik SS-a upleten u Merchovu istragu. Kao obrazovan i pristojan mladić predstavlja pravu suprotnost svom kolegi Globusu s kojim je u lošim odnosima. Za vrijeme ispitivanja Krebs donekle suosjeća s Marchom i šokiran je istinom koju je March otkrio o Holokaustu, no na kraju se pokazuje da je i on dio urote kojoj je cilj uništiti dokaze.

### Povijesne ličnosti
- Odilo "Globus" Globočnik je sredovječni časnik Gestapa, slovenskog porijekla. Globus je brutalni nasilnik, često u sukobu i s vlastitim kolegama. Bijesan je na omekšavanje nacističkog društva i opadanje vlastite karijere. Još za rata poznat kao sadistički mučitelj i ubojica, sada je zadužen za obavljanje prljavih poslova od kojih je jedan i ubojstvo koje March istražuje.
- Artur Nebe je inteligentni šef njemačke policije koji pomaže Marchu u njegovoj istrazi, no kao pristaša nacizma, ipak se ne priklanja njegovoj strani i na kraju sudjeluje u njegovom hvatanju.
- Reinhard Heydrich je preživio pokušaj atentata 1942. (od kojega je zapravo umro) i postao Reichsführer-SS nakon što je Heinrich Himmler 1949. poginuo u sumnjivoj avionskoj nesreći. Kao šef SS-a, u suradnji s Nebeom, daje Marchu slobodu da istraži slučaj kako bi otkrio navodne kontaminirajuće dokaze protiv Globočnika.

## Svijet
Alternativna prošlost se postupno otkriva kroz radnju. Prema knjizi, Njemačka je 1942. pokrenula veliku ofenzivu prema Kavkazu, čime je prekinula protok nafte prema sjeveru i tako već sljedeće godine prisilila Crvenu armiju na predaju. Istovremeno su njemački špijuni otkrili da su Britanci provalili kod Enigme te su lažnim obavijestima namamili Kraljevsku mornaricu u uništenje. Podmornička kampanja koja je uslijedila, iscrpila je Britaniju i prisilila je na predaju 1944. Sjedinjene Američke Države su nakon toga povukle vojsku iz Europe i koncentrirale se na rat s Japanom. Amerikanci su porazili Japan upotrebom atomskog oružja, ali su 1946. i sami postali žrtvom njemačke V-3 rakete koja je eksplodirala nad New Yorkom. Suočeni s opasnošću od njemačkog dalekometnog napada, iste godine su potpisali i primirje.
Pobjednički Treći Reich anektirao je cijelu istočnu Europu, protežući se tako od regije Alsace-Lorraine do Urala i Kavkaza ze obuhvaćajući Češku, Slovačku, Poljsku, baltičke zemlje, Ukrajinu, Bjelorusiju, Kavkaz i europski dio Rusije. Sovjetski Savez je nastavio postojati u znatno smanjenom obliku, s glavnim gradom Omskom.  Uz materijalnu potporu Amerikanaca, vode beskrajni gerilski rat protiv Njemačke u području oko Urala. Iako njemačka propaganda nastoji pokazati rat kao gotovo bezopasni sukob koji samo doprinosi očuvanju vojničke discipline, žrtve u istočnoj Europi su prilično velike i drže se u tajnosti. Ostale europske zemlje Njemačka je okupila u Europsku uniju, koja je samo sredstvo potpune gospodarske, vojne i diplomatske dominacije. (U knjizi se Jugoslavija spominje kao nezavisna država, a ne NDH, premda karta priložena na početku sugerira drukčije. Hrvati se spominju samo jednom i to kao potencijalni krivci za teroristički napad!)
Poraženi Japan, prestao je biti važan čimbenik u novom poretku, a i Kina ima velikih unutrašnjih problema. Budući da nacisti nisu bili posebno zainteresirani za širenje izvan Europe dopustili su europskim zemljama da zadrže svoje kolonijalne posjede u Africi i Aziji. Britansko Carstvo, na čelu s Eduardom VIII., je uz njemačku potporu još i povećalo svoje posjede i glavna je kolonijalna sila, zadužena za održavanje reda u Africi i Aziji. Winston Churchill i svrgnuta kraljica Elizabeta II., pobjegli su u Kanadu i agitiraju protiv podložničkog pronjemačkog režima. Kanada i Australija su prekinule veze s Britanijom i priklonile se Sjedinjenima Američkim Državama stvarajući tako novu blokovsku podjelu svijeta. Svršetkom oružanog sukoba nastavila se utrka u naoružanju i hladni rat između Trećeg Reicha i SAD-a.
Godine 1964., u vrijeme kada je smještena radnja, najavljen je posjet američkog predsjednika Josepha P. Kennedyja Njemačkoj, kojemu je cilj popuštanje napetosti između dviju država i priprema tla za bolje odnose u budućnosti.

## Treći Reich
Berlin, koji 1964. ima populaciju od 10 milijuna stanovnika, premodeliran je po Hitlerovim željama i nacrtima Alberta Speera. Grad je prepun monumentalnih građevina i spomenika uključujući slavoluk s imenima njemačkih vojnika poginulih u dva svjetska rata, raskošnu Hitlerovu palaču i veliku dvoranu s kapacitetom od 150.000 posjetitelja koja pod krovom spontano stvara vlastitu mikroklimu.
Novi glavni grad Europe, mrežom autocesta povezan je s istočnom Europom. Vlasti su tamo pokrenule veliki projekt njemačke kolonizacije koji se, po svemu sudeći, ne odvija po planovima. Iako vlasti potiču Nijemce na naseljavanje i daju im zemlju na korištenje, kolonizatori su suočeni s opasnošću učestalih partizanskih napada zbog čega se mnogi vraćaju. Berlinom kruže priče da se stanovnici osamljenih seljačkih gospodarstava noću moraju povlačiti u obližnje gradove iz straha od napada. I u samom Berlinu, unatoč izuzetnim mjerama osiguranja, ponekad se dogodi kakav teroristički napad nezadovoljnih stanovnika istočne Europe.
Njemačka propaganda je Holokaust prikazala kao preseljenje Židova na istok, a sve optužbe za ubojstva odbacuju se kao komunistička propaganda. Slično objašnjenje je, u nedostatku dokaza koje su nacisti uništili, prihvaćeno i u ostatku svijeta gdje je također prisutna određena doza antisemitizma. Neki Nijemci sumnjaju da se Židovima dogodilo nešto drugo, no takve teme predstavljaju tabu u modernom društvu i po svemu sudeći na putu su u zaborav. Umjesto toga uči se o pogubnosti boljševičkog režima, a mladi Nijemci obilaze sovjetske radne logore koji stoje kao spomenici na žrtve komunizma. Funkcionalni radni logori i dalje postoje u Njemačkoj i služe umjesto zatvora; iako sustavnog istrebljivanja više nema, životni uvjeti zatvorenika su vrlo teški.
Riješivši židovsko pitanje i izvojevavši pobjedu u ratu, Nacistička stranka se našla u svojevrsnoj ideološkoj krizi. Ne samo da nema žrtvenog jarca za socijalne probleme, nego je nestala i većina problema koji su prije imali središnje mjesto u nacističkoj ideologiji. U skladu s poboljšavanjem odnosa prema SAD-u, moralo se odustati i od protuameričke propagande koja je Ameriku prikazivala kao zemlju židovskih kapitalista, tvorničkih dimnjaka, siromašnih crnaca i raskalašenih gangstera. Sada su se na meti našli homoseksualnost i zabranjeni međurasni odnosi između Slavena i Arijaca. I stanovništvo germanskog porijekla je također je podijeljeno u kategorije po rasnim obilježjima tako da oni iz nižih kategorija ne mogu raditi u državnoj upravi. Mnoga pravila, međutim, ne odnose se na stranačke moćnike među kojima je raširena korupcija. I sami nacistički dužnosnici nisu više stari nasilnici iz Sturmabteilunga koji su se u međuraću borili protiv komunista, sada su ih zamijenili kulturni, obrazovani birokrati i tehnokrati.
Nacistička politika prema ženama i obitelji rezultirala je velikim rastom populacije. Oduševljeni pristaše režima shvaćaju kao svoju dužnost imati veliku obitelj. Djeca su obvezna učlaniti se Hitlerovu mladež koja od njih stvara nove sljedbenike nacističke ideologije. Kršćanstvo je i dalje legalna religija, ali državne vlasti je obeshrabruju; ljudi ne odlaze u crkvu u strahu da će izazvati sumnju.
Životni standard u Njemačkoj je vrlo visok zahvaljujući jeftinoj slavenskoj radnoj snazi, koja obavlja sve neželjene poslove, i povlaštenim gospodarskim sporazumima s drugim zemljama. Konzumerizam i hedonizam prisutni su i njemačkom poslijeratnom društvu. Nacistička organizacija Kraft durch Freude omogućava radničkoj klasi posjedovanje automobila ili odmor u njemačkim ljetovalištima na obali Crnog mora. Oni imućniji imaju na raspolaganju luksuzna odmarališta u Španjolskoj i Francuskoj. Za sva putovanja u inozemstvo potrebno je dopuštenje državnih vlasti, a vize mogu dobiti samo članovi stranke.
Hitlerov osobni ukus postao je društvena norma: radio-postaje emitiraju stare Hitlerove govore o raznim temama, sluša se klasična glazba po Hitlerovom ukusu, a modernistička umjetnost je mrtva. No, u šezdesetima, kada je radnja smještena, jača nonkonformizam među mladima; sveučilišta su postala središtima mladenačkog neposluha. Sve je veći američki i britanski kulturni utjecaj. Zbog popularnosti jazza, vlasti su bile prisiljene stvoriti tzv. njemački jazz kako bi udovoljile mladeži istodobno poštujući vlastitu rasnu politiku. Njemački tisak je zabrinut zbog porasta popularnosti Beatlesa i njihovog negativnog utjecaja na mladež. Pokret Bijela ruža opet je aktivan, a mladi nezadovoljnici često pišu političke grafite kojima provociraju pristaše režima.

## Ekranizacija
Tvrtka HBO je 1994. snimila TV-film koji se većinom zasniva na Harrisovoj knjizi, iako ima nekih manjih razlika u priči. Glavne ulogu u filmu tumače Rutger Hauer i Miranda Richardson. Harris je rekao da je nezadovoljan filmom.

## Vanjske poveznice
- IMDb stranica filma "Domovina"
- Esej o romanu  Arhivirana inačica izvorne stranice od 15. veljače 2012. (Wayback Machine)